# ميزان (موسيقى)

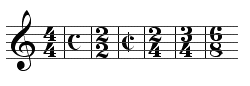

المازورة أو الميزان هو مدة زمنية تسمح بالتقطيع الزمني لقطعة موسيقية بكيفية منتظمة؛ ويرمز له عادة بعدد " ذي شكل كسري"، أو رمز موسيقي بدون أرقام، يوضع مباشرة بعد رمز المفتاح في أول القطعة الموسيقية ويسمى مقياس الإيقاع. العدد العلوي يرمز إلى عدد العلامات أو السكتات الموسيقية التي يحتوي عليها الحقل الموسيقي أو المساحة الزمنية، والعدد أسفله يشير إلى نوع هذه العلامات أو السكتات حيث يحدد ما يعادلها زمنيا في كل حقل من الحقول.
- يطلق مصطلح الحقل، أو المازورة على كل وحدة من التقسيمات الزمينة في المدرج الموسيقي التي يحددها الميزان.